# Campoplex lusitanicus
Campoplex lusitanicus là một loài tò vò trong họ Ichneumonidae.